# Giannelli Imbula
Pour les articles homonymes, voir Giannelli.
Gilbert Imbula Wanga, dit Gianelli Imbula, né le 12 septembre 1992 à Vilvorde (Belgique), est un footballeur international congolais qui évolue au poste de milieu relayeur.

## Biographie

### Les débuts
Passé par les jeunes de l'US Argenteuil et du Racing Club de France, il arrive en 2004 au centre de formation du Paris Saint-Germain une saison avant de retrouver le Racing. En 2007, il intègre le centre de formation de l'En avant Guingamp.
Le 16 octobre 2009, il joue son premier match professionnel contre le club du Dijon FCO et devient par la même occasion le plus jeune joueur à avoir évolué en Ligue 2, à l'âge de 17 ans, 1 mois et 4 jours. Il prend part à un second match avant que le club soit relégué en troisième division. Mais le club ne reste qu'une seule saison à cet échelon avant de remonter grâce à une troisième place. Doté d'une très bonne couverture de balle, il reçoit des éloges de la part des entraîneurs adverses, tel Philippe Hinschberger qui le qualifie « d'extraterrestre », ou encore Erick Mombaerts qui voit en lui un « joueur exceptionnel ». Il inscrit son premier but en Ligue 2 le 11 janvier 2013, au Stade Océane, lors d'une victoire 1-0 face au Havre. À la suite de la montée en Ligue 1 de l'En avant Guingamp en mai 2013, il est sacré « Meilleur joueur de Ligue 2 » par ses pairs lors de la cérémonie de remise des Trophées UNFP.

### Olympique de Marseille
Le 19 juillet 2013, il signe un contrat d'une durée de cinq ans à l'Olympique de Marseille. Le transfert est estimé à 7,5 millions d'euros + 2 millions de bonus. Après des débuts prometteurs avec l'OM, notamment lors de son premier match en L1 contre son ancien club de l'EA Guingamp le 11 septembre 2013 puis le premier match de ligue des champions de sa carrière contre Arsenal au stade Vélodrome le 18 octobre 2013, il inscrit son premier but avec les Phocéens le 24 septembre 2013 contre l'AS Saint-Étienne lors d'une victoire de l'OM deux buts à un. Lors de cette première saison et malgré la concurrence à son poste, il joue régulièrement et prend part à trente-sept matchs toutes compétitions confondues. 
Le 23 septembre 2014, après un début de saison tonitruant de l'Olympique de Marseille, celui-ci participe au succès éclatant (0-5) de son club contre le Stade de Reims, en inscrivant à la 76e minute une lourde frappe des 25 mètres qui termine sa course dans le petit filet opposé et signe son deuxième but sous les couleurs marseillaises. Il est vu par beaucoup comme un élément majeur de l'Olympique de Marseille et enchaîne les bonnes prestations, ce qui lui vaut d'être appelé en Équipe de France Espoirs. Le 9 novembre, lors du choc PSG-OM, il est exclu très sévèrement en fin de match par l'arbitre Clément Turpin. Ce dernier reconnaît son erreur et demande à la commission de discipline de la LFP de retirer le carton rouge infligé au joueur marseillais. Une demande finalement entérinée par la commission.

### FC Porto puis Stoke City
Le 1er juillet 2015, le FC Porto officialise l'arrivée de Giannelli Imbula pour cinq saisons et un transfert estimé à plus de 20 millions d'euros. Il devient ainsi la troisième plus importante vente de l'histoire de l'OM derrière Didier Drogba et Franck Ribéry. Il joue son premier match au Portugal en étant titularisé dès la première journée de championnat contre le Vitória SC lors d'une victoire trois buts à zéro. Malgré un bon début avec les Dragões, il perd rapidement sa place de titulaire et retrouve le banc. Après seulement six mois et vingt-et-une apparitions avec le FC Porto dont dix en championnat, Giannelli Imbula quitte le championnat portugais pour la Premier League.
Le 1er février 2016, après six mois décevants à Porto, il rejoint Stoke City pour 25 millions d'euros. Il s'y illustre rapidement, trouvant le chemin des filets dès sa deuxième titularisation, ouvrant le score face à Bournemouth lors d'une victoire trois buts à un. Il joue quatorze matchs lors de la seconde partie de saison pour deux buts.

### Prêts à Toulouse, au Rayo et à Lecce

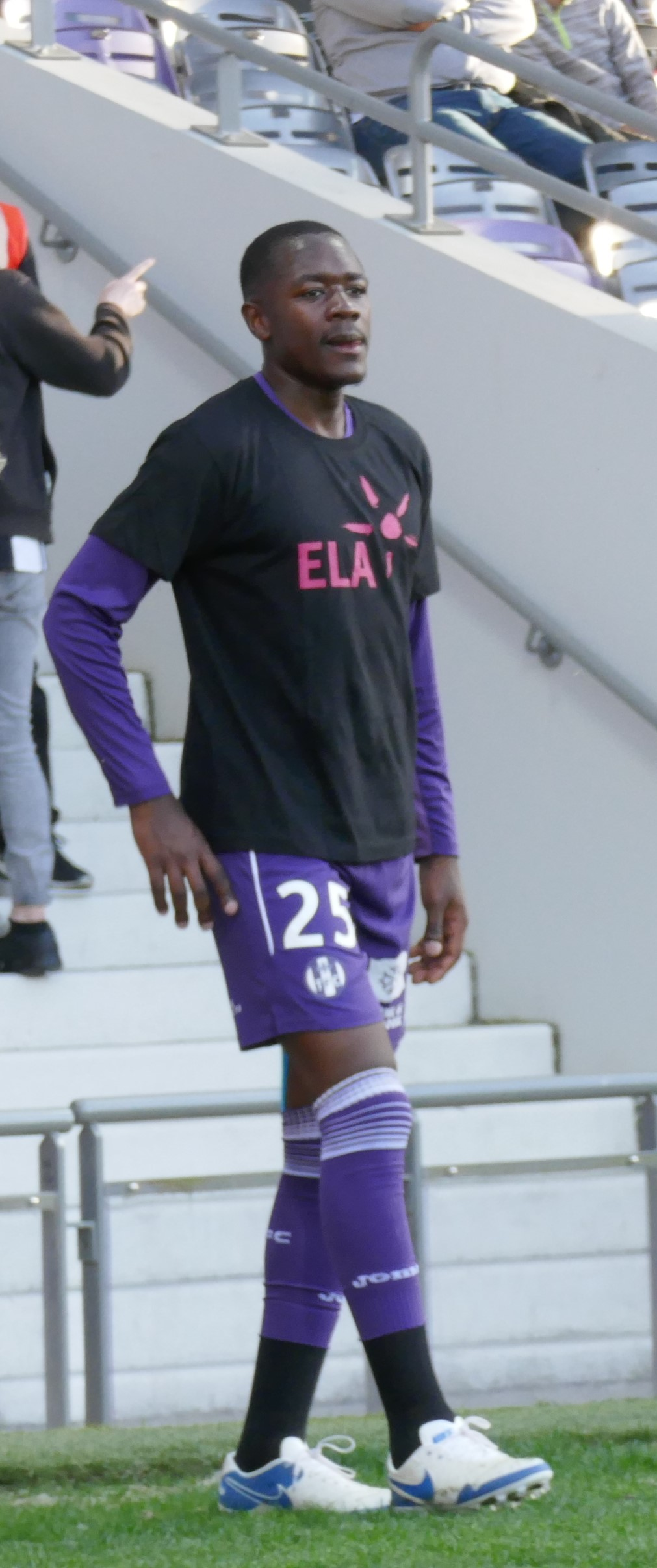
Giannelli Imbula sous le maillot du Toulouse FC en 2018.

Le 31 août 2017, il signe une saison en prêt au Toulouse FC sans option d'achat en provenance de Stoke City.
Le 30 août 2018, à la suite de la relégation de Stoke en Championship, il est prêté pour une saison au Rayo Vallecano en Liga.
Le 31 août 2019, il est prêté à Lecce, promu en Serie A. Il y dispute seulement trois rencontres de championnat pour 129 minutes de jeu. Son contrat est résilié dès le 21 février 2020. Le lendemain, c'est au tour du club anglais d'annoncer la résiliation de son contrat, club auquel il appartenait jusqu'en 2021.

### Sotchi
Début 2020, il s'engage avec le FK Sotchi avec lequel il ne dispute que 30 minutes de jeu en Premier-Liga face au FK Rostov (23e journée, victoire 10-1). Sans club en vue de la saison 2020-2021, il s'entraîne avec la réserve de l'En avant Guingamp à partir du mois d'octobre. L'entraîneur de l'équipe première, Mécha Baždarević, annonce fin décembre qu'il devrait s’entraîner avec le groupe professionnel à la reprise le 30 décembre. Le joueur faisant le choix de passer un essai au FC Nantes début janvier, le club costarmoricain met un terme à leur relation.

### Portimonense
Après six mois passés sans club, Giannelli Imbula s'engage pour deux saisons le 9 mars 2021 avec le club portugais de Portimonense jusqu'en juin 2022.

### Tuzlaspor
Le 9 janvier 2023, il a signé pour un an et demi avec le club de Tuzlaspor, actuel quatorzième de D2 turque. Il était sans club depuis juillet et la fin de son contrat avec Portimonense (D1 Portugal) où il aura disputé 14 matchs dont trois comme titulaire.

### En sélection
Le 17 juillet 2012, il est présélectionné en équipe de république démocratique du Congo. Il refuse cependant toujours les sollicitations suivantes, préférant attendre de recevoir son passeport français pour pouvoir porter le maillot frappé du coq.
Le 28 janvier 2013, il obtient la nationalité française par naturalisation, et devient potentiellement sélectionnable pour les éliminatoires de l'Euro Espoirs 2015, débutant en septembre de la même année. Le 16 mai 2013, il est convoqué pour la toute première fois en sélection chez les U20 français pour participer au Tournoi de Toulon 2013. Pour sa première sélection, le 28 mai 2013, il est titulaire et inscrit son premier but sous le maillot des bleuets. Il participe ensuite à trois autres matchs de ce tournoi ; l'équipe de France termine à la troisième place.
Lors de l'été 2015, il est pré-sélectionné par la République démocratique du Congo mais annonce n'avoir toujours pas fait son choix. En effet, Imbula est sélectionnable pour la République démocratique du Congo mais aussi la Belgique et la France.
Le 14 mars 2018, Florent Ibenge, sélectionneur de la République démocratique du Congo, appelle Giannelli Imbula dans le groupe pour disputer un match amical contre la Tanzanie. Il refuse toutefois cette convocation et la Fédération congolaise de football décide alors de ne plus tenter de le convoquer.
En mai 2019, il reçoit sa première presélection avec la République démocratique du Congo pour disputer la Coupe d'Afrique des nations. Cependant, il n'est pas inclus dans le 23 Léopards à la suite d'une erreur administrative de son dossier.
Son dossier est régularisé en octobre 2019 et il fait ses débuts avec les Léopards le 14 novembre 2019 contre le Gabon.

## Statistiques
| Saison                | Club                          | Championnat           | Championnat | Championnat | Coupe nationale | Coupe nationale | Coupe de la Ligue | Coupe de la Ligue | Compétition(s) continentale(s) | Compétition(s) continentale(s) | Compétition(s) continentale(s) | Sélection | Sélection | Total | Total |
| Saison                | Club                          | Division              | M.          | B.          | M.              | B.              | M.                | B.                | Comp.                          | M.                             | B.                             | M.        | B.        | M.    | B.    |
| 2009–2010             | EA Guingamp                   | Ligue 2               | 2           | 0           | -               | -               | -                 | -                 | -                              | -                              | -                              | -         | -         | 2     | 0     |
| 2010–2011             | EA Guingamp                   | National              | 28          | 2           | 3               | 0               | 4                 | 0                 | -                              | -                              | -                              | -         | -         | 35    | 2     |
| 2011–2012             | EA Guingamp                   | Ligue 2               | 27          | 0           | -               | -               | 3                 | 0                 | -                              | -                              | -                              | -         | -         | 30    | 0     |
| 2012–2013             | EA Guingamp                   | Ligue 2               | 34          | 2           | 3               | 0               | -                 | -                 | -                              | -                              | -                              | -         | -         | 37    | 2     |
| Sous-total            | Sous-total                    | Sous-total            | 91          | 4           | 6               | 0               | 7                 | 0                 | -                              | -                              | -                              | -         | -         | 104   | 4     |
| 2013-2014             | Olympique de Marseille        | Ligue 1               | 29          | 1           | 2               | 0               | 2                 | 0                 | C1                             | 4                              | 0                              | -         | -         | 37    | 1     |
| 2014-2015             | Olympique de Marseille        | Ligue 1               | 37          | 2           | 1               | 0               | 1                 | 0                 | -                              | -                              | -                              | -         | -         | 39    | 2     |
| Sous-total            | Sous-total                    | Sous-total            | 66          | 3           | 3               | 0               | 3                 | 0                 | -                              | 4                              | 0                              | -         | -         | 76    | 3     |
| 2015-2016             | FC Porto                      | Primeira Liga         | 10          | 0           | 3               | 0               | 3                 | 0                 | C1                             | 5                              | 0                              | -         | -         | 21    | 0     |
| Sous-total            | Sous-total                    | Sous-total            | 10          | 0           | 3               | 0               | 3                 | 0                 | -                              | 5                              | 0                              | -         | -         | 21    | 0     |
| 2015-2016             | Stoke City Football Club      | Premier League        | 14          | 2           | -               | -               | -                 | -                 | -                              | -                              | -                              | -         | -         | 14    | 2     |
| 2016-2017             | Stoke City Football Club      | Premier League        | 12          | 0           | 1               | 0               | 1                 | 0                 | -                              | -                              | -                              | -         | -         | 14    | 0     |
| Sous-total            | Sous-total                    | Sous-total            | 26          | 2           | 1               | 0               | 1                 | 0                 | -                              | 0                              | 0                              | -         | -         | 28    | 2     |
| 2017-2018             | Toulouse Football Club (prêt) | Ligue 1               | 30          | 1           | -               | -               | 2                 | 0                 | -                              | -                              | -                              | -         | -         | 32    | 1     |
| 2018-2019             | Rayo Vallecano (prêt)         | La Liga               | 22          | 1           | 2               | 0               | -                 | -                 | -                              | -                              | -                              | -         | -         | 24    | 1     |
| 2019-2020             | Unione Sportiva Lecce (prêt)  | Serie B               | 3           | 0           | 1               | 1               | -                 | -                 | -                              | -                              | -                              | 2         | 0         | 6     | 1     |
| 2019-2020             | FK Sotchi                     | Premier Liga          | 1           | 0           | -               | -               | -                 | -                 | -                              | -                              | -                              | -         | -         | 1     | 0     |
| Sous-total            | Sous-total                    | Sous-total            | 56          | 2           | 3               | 1               | 2                 | 0                 | -                              | 0                              | 0                              | 2         | 0         | 63    | 3     |
| 2021-2022             | Portimonense SC               | Primeira Liga         | 8           | 0           | 3               | 0               | 2                 | 0                 | -                              | -                              | -                              | -         | -         | 13    | 0     |
| Total sur la carrière | Total sur la carrière         | Total sur la carrière | 257         | 11          | 19              | 1               | 18                | 0                 | -                              | 9                              | 0                              | 2         | 0         | 305   | 12    |

### Match international
| Matches internationaux de Giannelli Imbula | Matches internationaux de Giannelli Imbula | Matches internationaux de Giannelli Imbula | Matches internationaux de Giannelli Imbula | Matches internationaux de Giannelli Imbula | Matches internationaux de Giannelli Imbula | Matches internationaux de Giannelli Imbula                           |
|                                            | Date                                       | Lieu                                       | Adversaire                                 | Résultat                                   | Compétition                                | Notes                                                                |
| ------------------------------------------ | ------------------------------------------ | ------------------------------------------ | ------------------------------------------ | ------------------------------------------ | ------------------------------------------ | -------------------------------------------------------------------- |
| 1.                                         | 14 novembre 2019                           | Stade des Martyrs, Kinshasa, RD Congo      | Gabon                                      | 0 - 0                                      | Qualifications CAN 2021                    | Titulaire.                                                           |
| 2.                                         | 18 novembre 2019                           | Independence Stadium, Bakau, Gambie        | Gambie                                     | 2 - 2                                      | Qualifications CAN 2021                    | Titulaire et remplacé par Samuel Moutoussamy à la 52e minute de jeu. |

## Palmarès

### En club
- Vierge

### Distinctions personnelles
- Trophée UNFP du meilleur joueur de Ligue 2 en 2013
- élu dans l'équipe type de Ligue 2 2012-2013 alors qu'il joue à l'En Avant de Guingamp.

## Divertissement
En avril 2025, Giannelli Imbula rejoint la Kings League France avec l'équipe Foot2Rue dirigé par AmineMaTue et Samir Nasri.  